# Kaunaský masakr

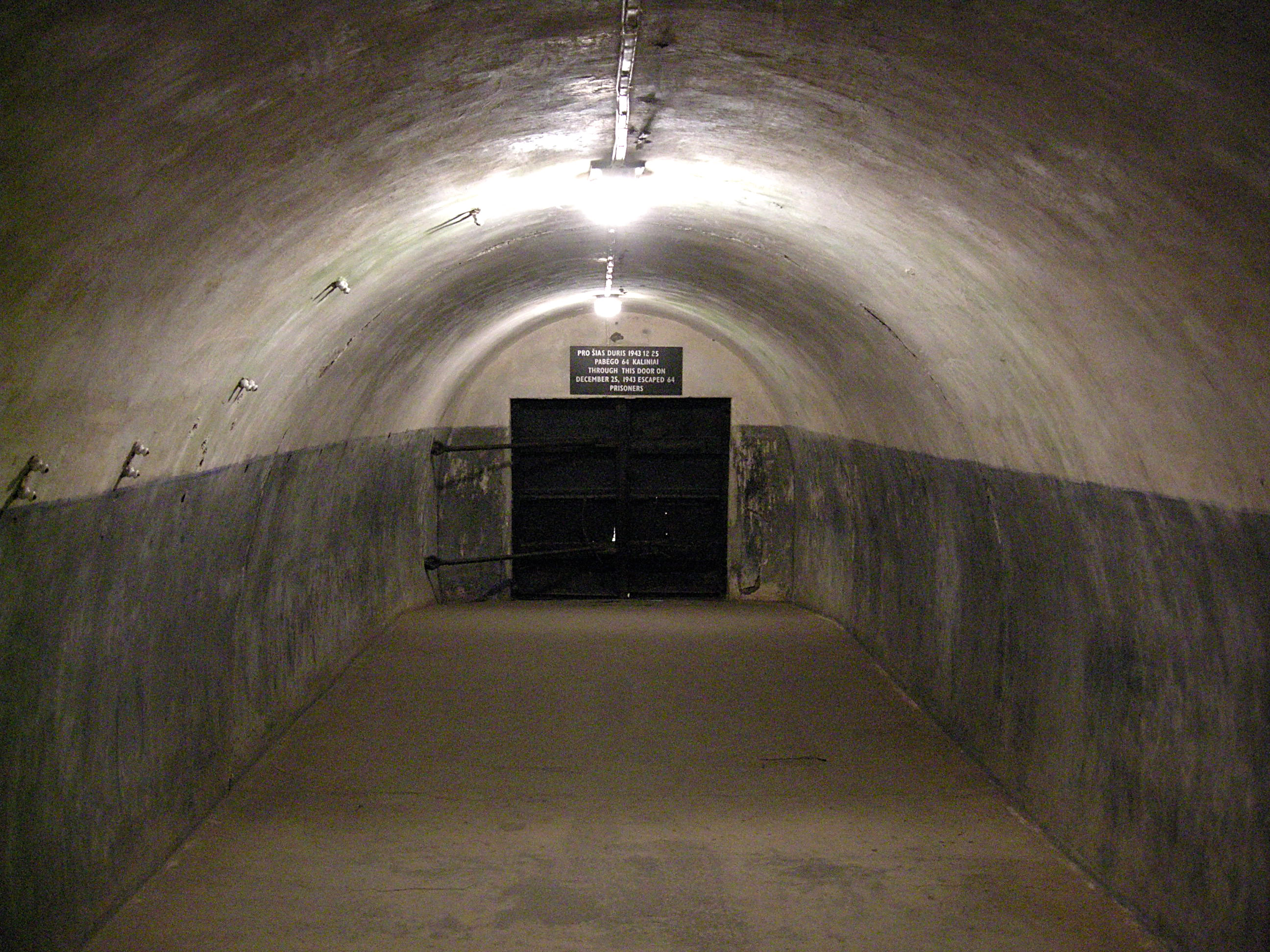
Devátá pevnost.

Kaunaský masakr 29. října 1941, také známý jako Great Action (Velká akce), byl největší masovou vraždou litevských židů.
Podle usnesení SS-Standartenführera Karla Jägera a SS-Rottenführera Helmuta Rauca zavraždilo Sonderkommando pod vedením SS-Obersturmführera Joachima Hamanna a 8 – 10 mužů z Einsatzkommanda 3 ve spolupráci s litevskými partyzány 2007 židovských žen a 4273 dětí v jednom dni v Deváté pevnosti (Kaunas, Litva).
4. října 1941 zničili Němci a Litevci malé ghetto a zabili téměř všechny jeho obyvatelé v Deváté pevnosti. SS-Rottenführer Helmut Rauca z kaunaského gestapa (tajná státní policie) provedl 28. října výběr v kaunaském ghettu. Všichni obyvatelé ghetta se museli shromáždit na centrálním náměstí ghetta. Rauca vybral 9200 židovských mužů, žen a dětí, což byla asi 1/3 obyvatel ghetta. Další den, 29. října, je zastřelili v předem vykopaných jámách.